# Phoracantha cruciata
Phoracantha cruciata är en skalbaggsart som beskrevs av Wang 1995. Phoracantha cruciata ingår i släktet Phoracantha och familjen långhorningar. Inga underarter finns listade i Catalogue of Life.